# Night in the Ruts
Night In The Ruts er Aerosmiths sjette udgivelse og blev udsendt i november 1979. Det nåede #14 på Billboard 200, men var reelt bandets ringeste udgivelse i 1970'erne. Nummeret No Surprize er Steven Tylers personlige favoritnummer. Albummet markerede yderligere, at guitarist Joe Perry forlod bandet efter 9 år. Hans afløser blev Ray Tabano.

## Spor
- 1. "No Surprize"
- 2. "Chiquita"
- 3. "Remember (Walking In The sand)"
- 4. "Cheese Cake"
- 5. "Three Mile Smile"
- 6. "Reefer Head Woman"
- 7. "Bone To Bone"
- 8. "Think About It"
- 9. "Mia"